# Piero Nava
Piero Ivano Nava (Sesto San Giovanni, 29 aprile 1949) è un ex agente di commercio che fu testimone oculare dell'omicidio del giudice Rosario Livatino. Testimoniando contro la mafia, Nava è diventato il primo testimone di giustizia.

## La testimonianza
Nava rese subito testimonianza alla polizia di quanto vide il 21 settembre 1990 sulla superstrada tra Canicattì e Agrigento, luogo dell'omicidio di Livatino. Le sue dichiarazioni furono fondamentali per individuare gli esecutori del delitto di mafia. Responsabile commerciale per l'Italia meridionale di una grande azienda di porte blindate, pagherà il suo gesto perdendo il lavoro e i propri affetti per colpa della mafia, e finendo nel più assoluto isolamento, costretto a cambiare più volte residenza e ad emigrare all'estero.

Alla sua vicenda è dedicato il film Testimone a rischio del 1997, con Fabrizio Bentivoglio, vincitore per l'interpretazione di un David di Donatello, e prima ancora il libro di Pietro Calderoni L'avventura di un uomo tranquillo, dove si mostra la forza morale del personaggio, la cui vita di onesto cittadino si trasforma in seguito alla testimonianza. Marco Imarisio sul Corriere della Sera rileva il carattere emblematico della vicenda: 
Nel 2020, con la collaborazione dei giornalisti Lorenzo Bonini, Stefano Scaccabarozzi e Paolo Valsecchi, e con la prefazione dell'ex presidente della Commissione parlamentare antimafia Rosy Bindi, Piero Nava racconta la sua vicenda nel libro Io sono nessuno, scritto per "ispirare i giovani nel fare le scelte giuste, perché la mafia e la criminalità organizzata proliferano dove c'è indifferenza". Dal libro è stato tratto nel 2021 il lavoro teatrale Sono Stato anch'io, rappresentato nel palazzo Belgiojoso di Lecco con la regia di Alberto Bonacina. Sempre nel 2021 è stato nominato cittadino onorario di Monte Marenzo, comune dove Nava ha vissuto 

## Filmografia
- Testimone a rischio, regia di Pasquale Pozzessere (1997)

## Teatro
- Sono Stato anch'io, regia di Alberto Bonacina. Palazzo Belgiojoso di Lecco (2021)